# Líšná (okres Rokycany)
Líšná je obec v okrese Rokycany v Plzeňském kraji. Leží zhruba čtyři kilometry severovýchodně od Zbiroha, devět kilometrů severozápadně od Hořovic a 22 kilometrů severovýchodně od Rokycan. Žije v ní 199 obyvatel. Téměř celé území obce spadá do CHKO Křivoklátsko. Z rozsáhlých lesů na sever od Líšné vystupuje nejvyšší bod celé CHKO, Těchovín (616 metrů), a řada dalších zalesněných vrcholů.

## Název
V roce 1869 nesla název Lišné t. Leštné, v letech 1880–1890 Lišné, v letech 1900–1910 Lišná, od roku 1921 se nazývá Líšná.

## Historie
První písemná zmínka o obci pochází z roku 1539, kdy král Ferdinand I. vydal souhlas s přifařením vsi „Lisstneho“ na královském panství Křivoklát, ke Zbirohu. Později Ferdinand I. věnoval Líšnou svému důchodnímu písaři Jiříku Protivcovi z Entnšlanku, po jehož smrti připadla ves někdy kolem roku 1574 zpět ke Křivoklátu. Od roku 1607 Líšná náležela k panství Zbiroh.

## Obyvatelstvo
| Rok            | 1869 | 1880 | 1890 | 1900 | 1910 | 1921 | 1930 | 1950 | 1961 | 1970 | 1980 | 1991 | 2001 | 2011 | 2021 |
| -------------- | ---- | ---- | ---- | ---- | ---- | ---- | ---- | ---- | ---- | ---- | ---- | ---- | ---- | ---- | ---- |
| Počet obyvatel | 369  | 392  | 392  | 393  | 335  | 337  | 359  | 235  | 269  | 249  | 191  | 171  | 179  | 162  | 192  |
| Počet domů     | 52   | 57   | 59   | 67   | 68   | 75   | 84   | 93   | 75   | 72   | 63   | 74   | 78   | 80   | 83   |

## Obecní správa
Po zrušení feudálního zřízení se mezi lety 1869–1980 Líšná stala obcí v okrese Hořovice (1869–1890) a později v okrese Rokycany. Od 1. dubna 1980 do 28. února 1990 patřil jako část města ke Zbirohu a od 1. března 1990 je opět samostatnou obcí.

### Obecní symboly
Znak a vlajka byly obci uděleny rozhodnutím předsedy Poslanecké sněmovny Parlamentu České republiky dne 22. října 2008.

## V médiích
V nedávné době obec získala popularitu díky televiznímu seriálu Náves, který se zde natáčel.

## Pamětihodnosti
- Kostel svatého Václava na návsi, z roku 1869
- Pamětní deska na hájovně, připomínající pobyt malíře Mikoláše Alše
- Asi 1¾ kilometru severozápadně od Líšné stával gotický hrad Řebřík se stejnojmennou vesnicí v podhradí. Celá lokalita zpustla někdy počátkem 16. století. Z hradu se dochovaly jen skrovné terénní stopy, z vesnice pozůstal kostel svatého Petra a Pavla, připomínaný již roku 1348, přestavěný barokně roku 1726. Silně zchátralý kostel je příležitostně využíván ke koncertům vážné hudby.
- V katastru Líšné se nachází nejvýchodnější bod okresu Rokycany (49°52′4″ s. š., 13°50′3″ v. d.); toto místo leží necelé tři kilometry jihovýchodně od Líšné, na příjezdové cestě k hájence u severozápadního okraje obce Drozdov.

## Galerie

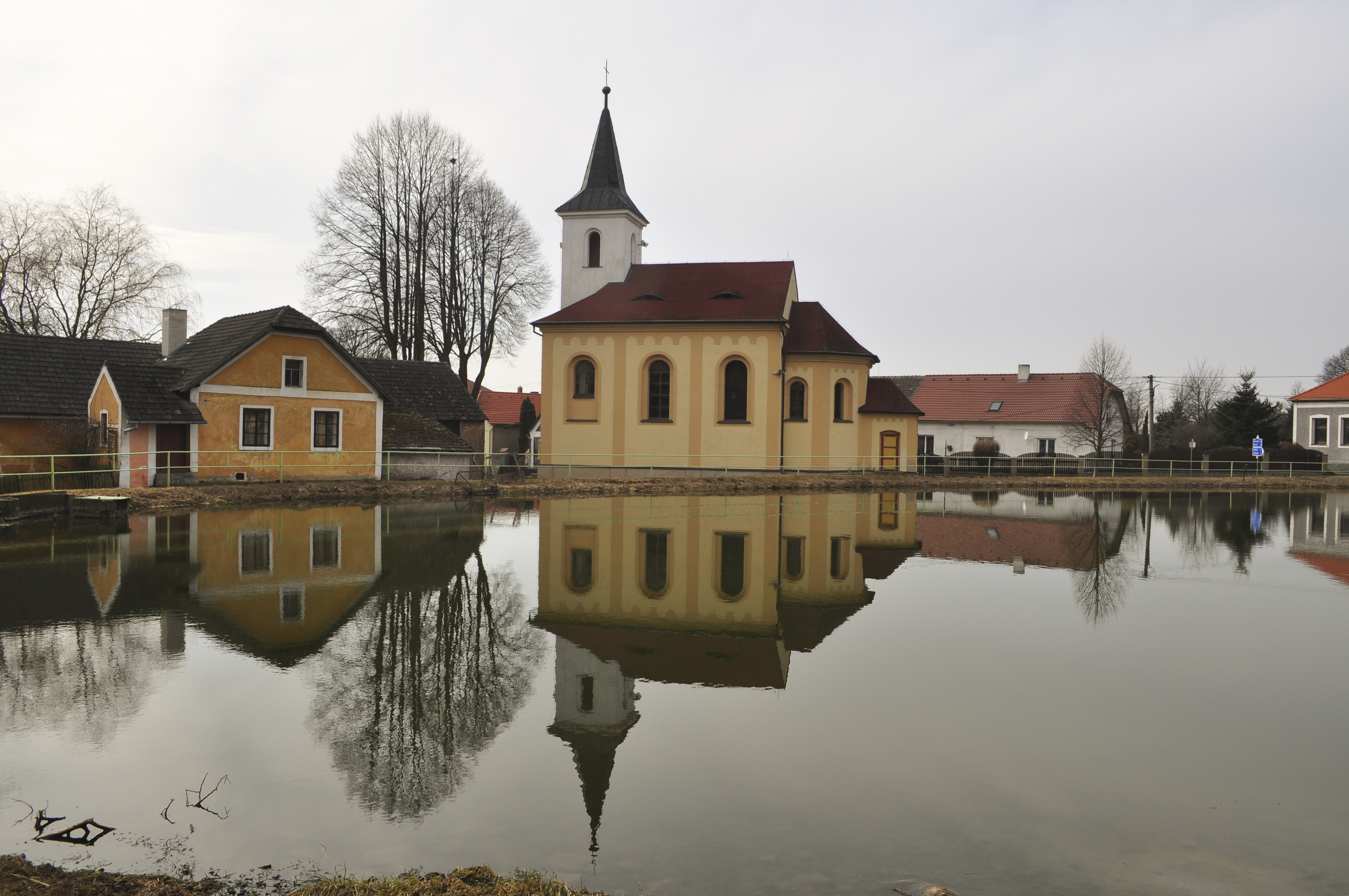
Kostel svatého Václava s rybníkem
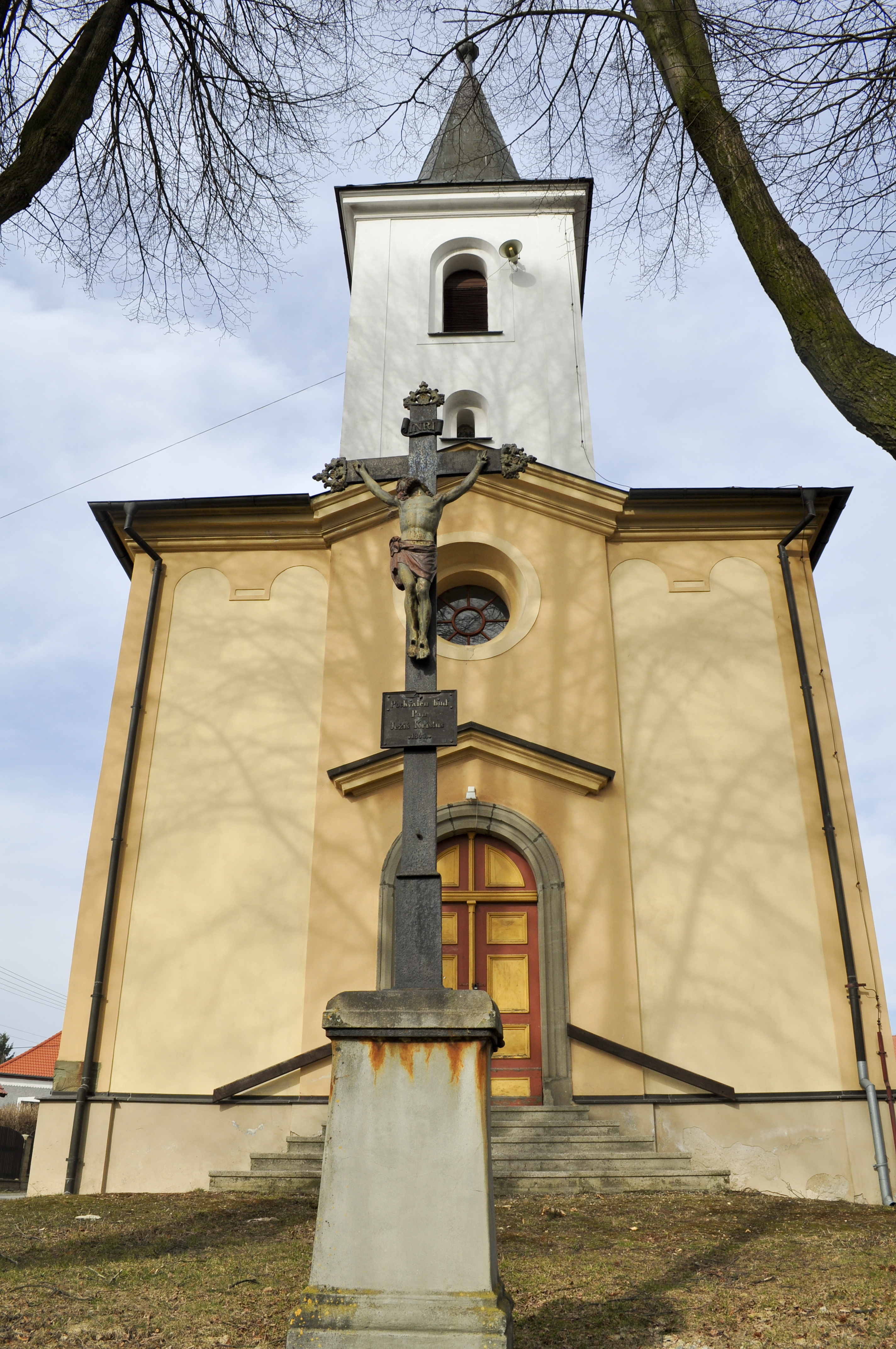
Kříž před kostelem
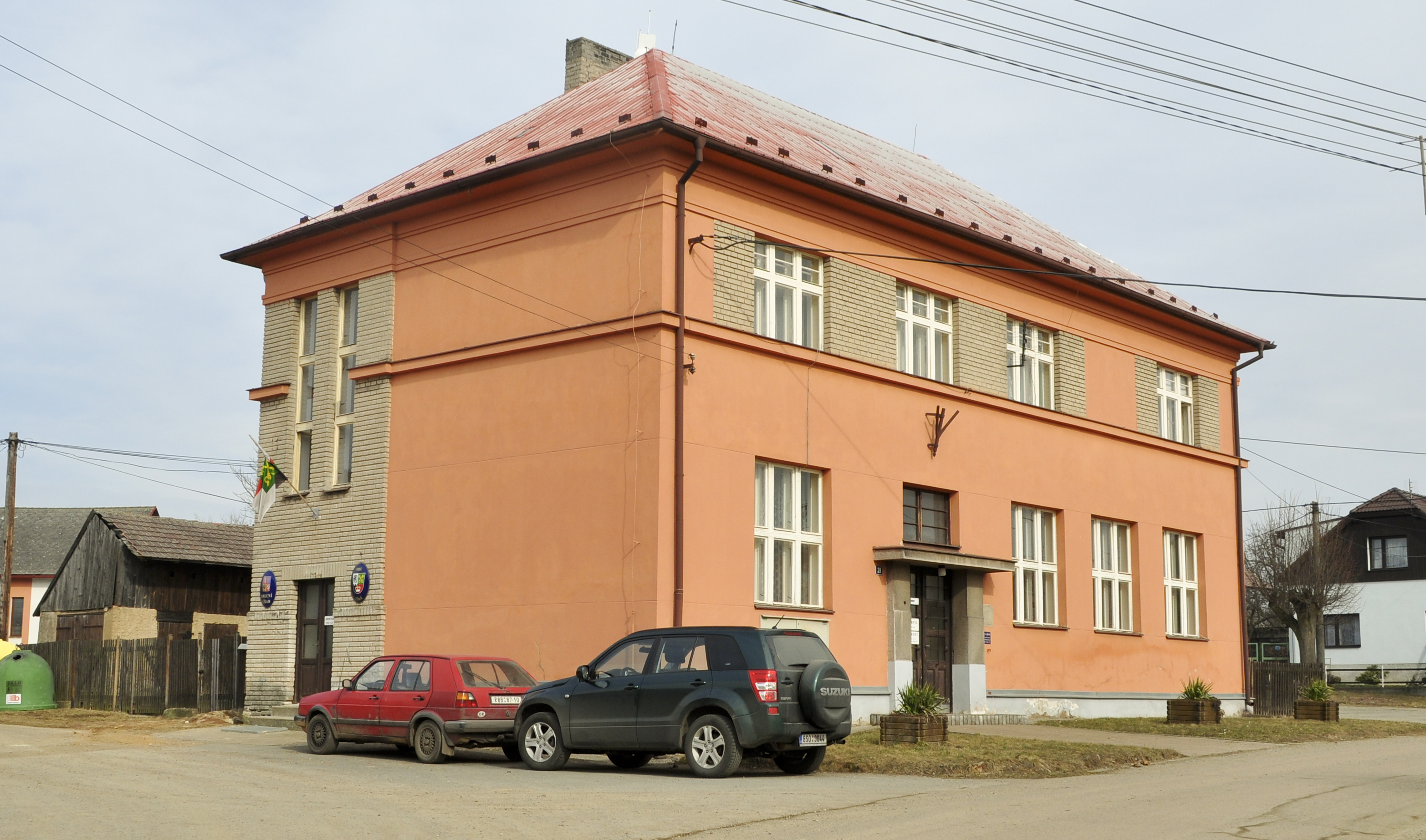
Místní úřad
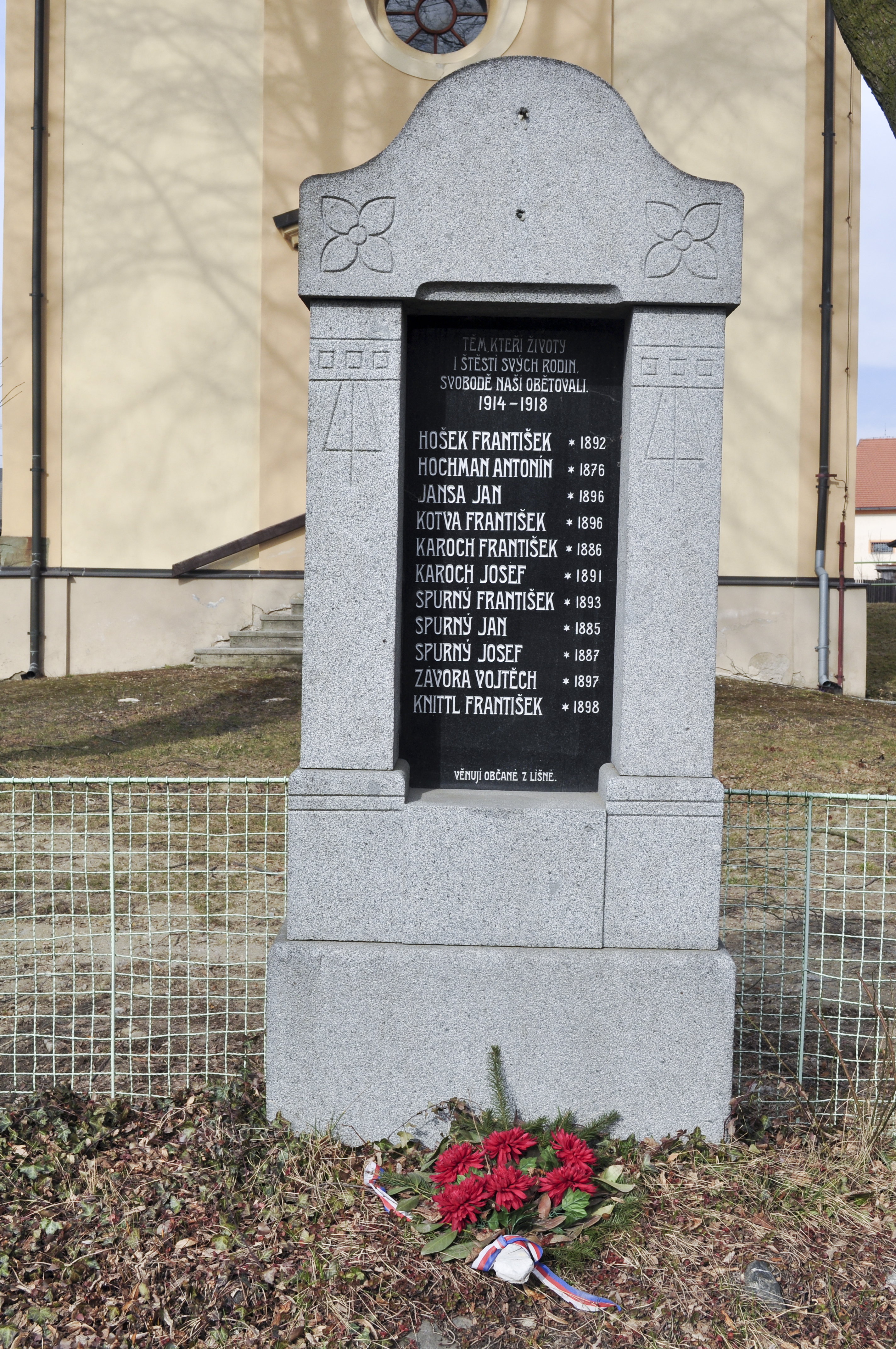
Pomník obětí první světové války
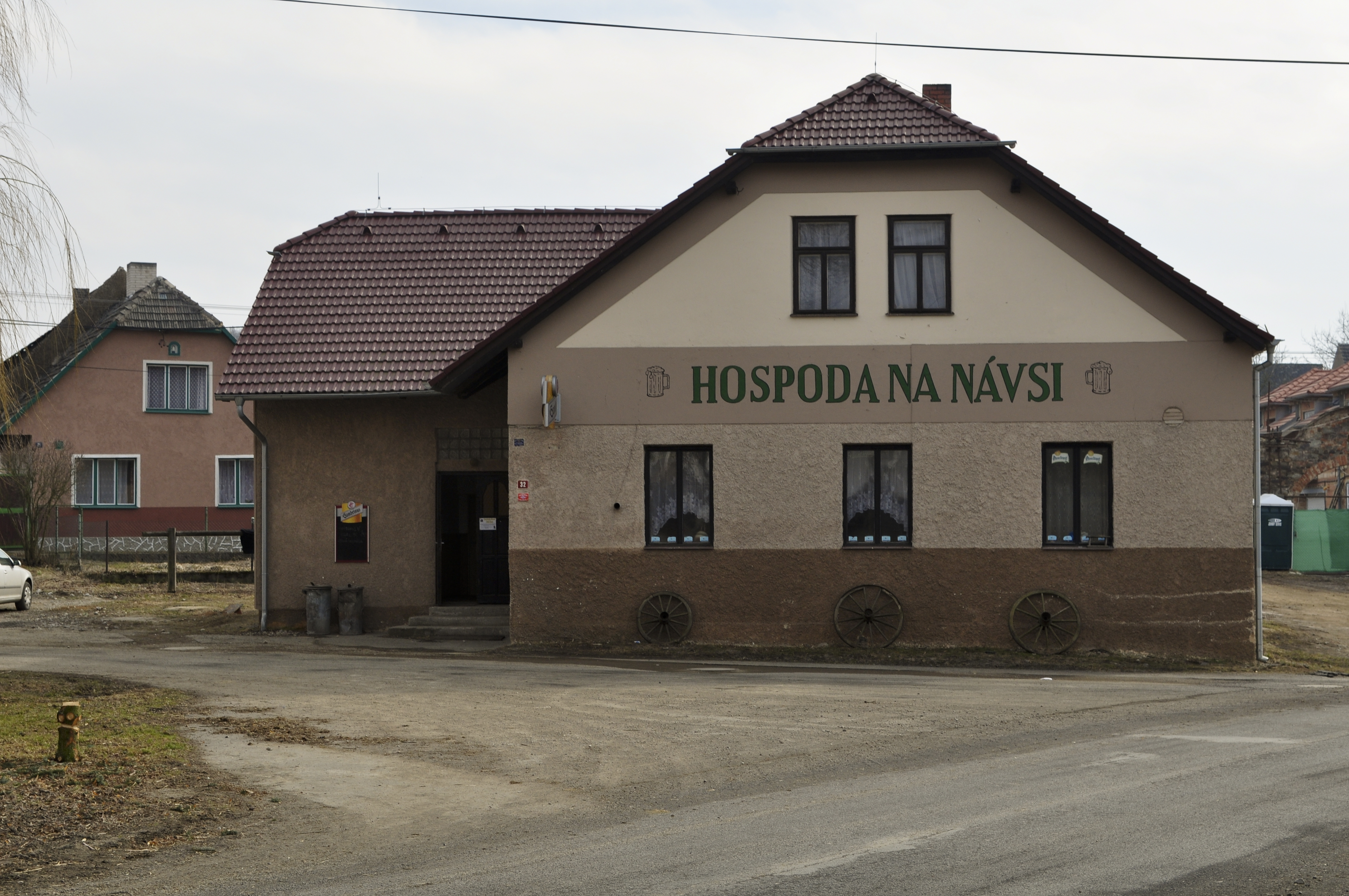
Hospoda Na Návsi
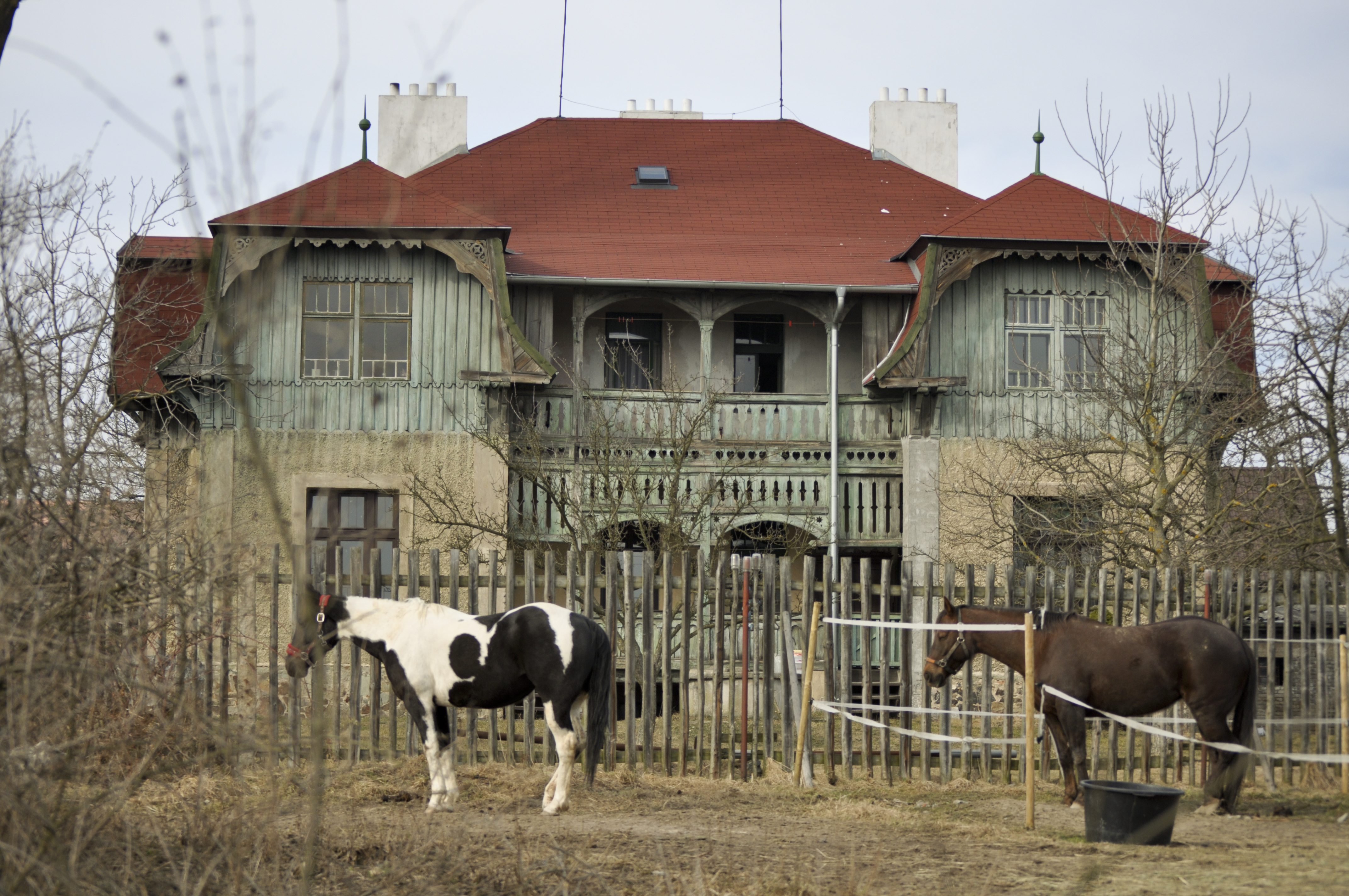
Dům čp. 7
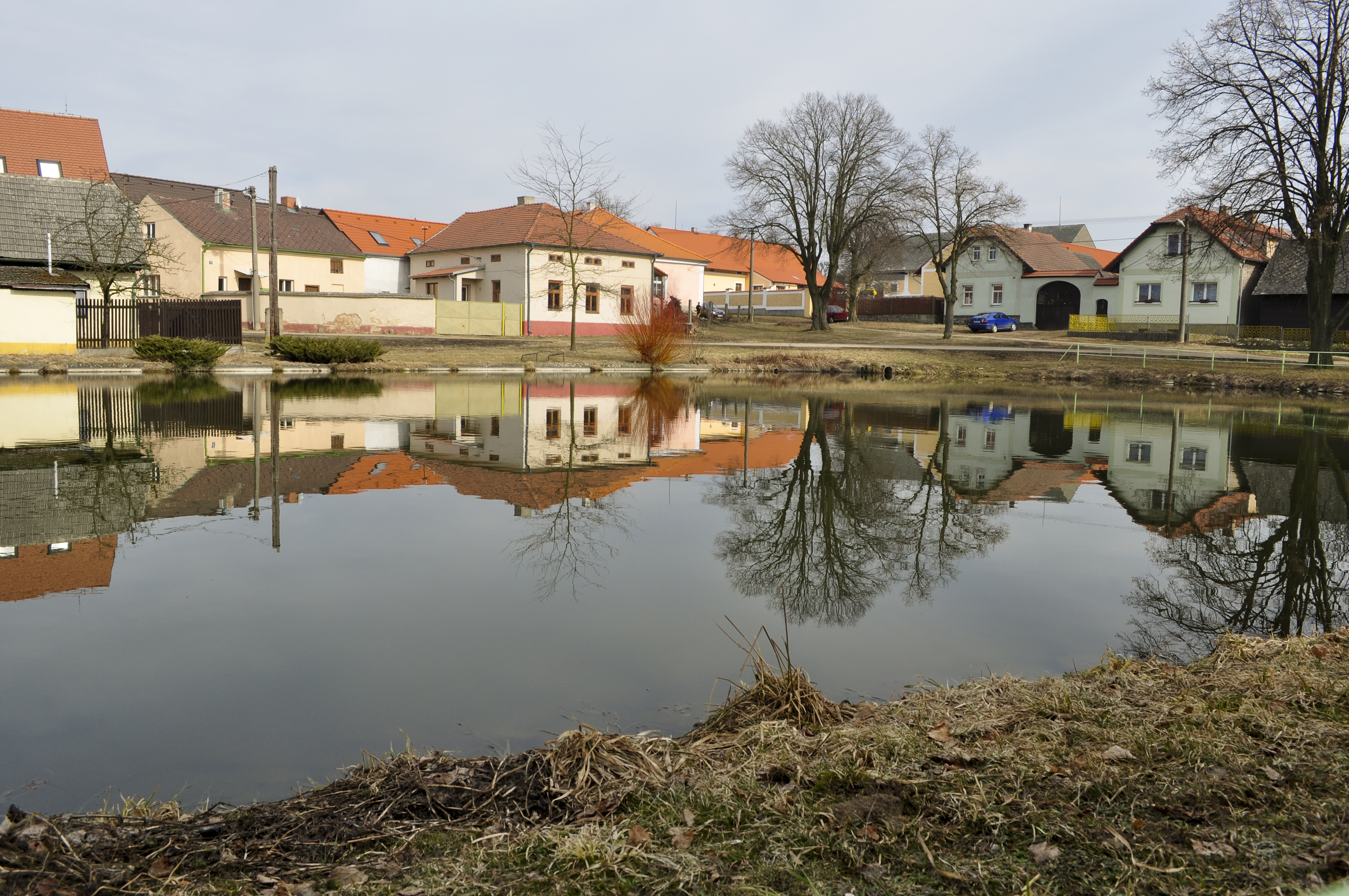
Náves s rybníkem